# Delegacja (film 2023)
Delegacja (niem. Delegation, hebr. Ha’Mishlahat, המשלחת) – izraelsko-polsko-niemiecki film młodzieżowy z 2023 roku w reżyserii Asafa Sabana.

## Produkcja
Film stanowi koprodukcję polsko-niemiecko-izraelską. Powstał z inicjatywy Polsko-Niemieckiego Funduszu Filmowego, był współfinansowany  przez Mitteldeutsche Medienförderung, Medienboard Berlin-Brandenburg, FilmförderungsanstaltFFA i Polski Instytut Sztuki Filmowej. Zdjęcia pierwotnie miały zostać zrealizowane w 2020 roku, lecz ze względu na pandemię COVID-19 rozpoczęły się w październiku 2021 roku. Światowa premiera odbyła się 19 lutego 2023 podczas 73. Międzynarodowego Festiwalu Filmowego w Berlinie, zaś polska premiera kinowa 10 listopada 2023.
Film nagrywano w Niemczech, m.in. w: Chociebużu i Halle (Saale) w hotelu Dorint przy Dorotheenstraße i hotelu Maritim przy Riebeckplatz, a także w Polsce, m.in. w Łodzi: na nowym cmentarzu żydowskim, na ulicy Juliana Tuwima, Stacja Radegast, w porcie lotniczym Łódź-Lublinek, w Krakowie: na terenie dawnego obozu koncentracyjnego Plaszow, na Rynku Głównym, na Kazimierzu i synagodze Tempel.

## Fabuła
Film stanowi opowieść o Zagładzie Żydów z perspektywy ludzi młodych, przedstawia historię grupy izraelskich nastolatków, którzy w ramach wycieczki edukacyjnej do Polski, podróżują śladami miejsc pamięci o Holokauście. Głównymi bohaterami jest trójka przyjaciół: Nitzan (Yoav Bavly), Frisch (Naomi Harari) i Ido (Leib Lev Levin). Młodzieży, w okresie dojrzewania, towarzyszy burza hormonów, a ich relacje z rówieśnikami podczas wycieczki przeplatane są silnymi emocjami, które towarzyszą im podczas styczności z miejscami i historiami związanymi z II wojną światową. 

## Obsada
- Yoav Bavly – Frisch
- Naomi Harari – Nitzan
- Leib Lev Levin(inne języki) – Ido
- Ezra Dagan(inne języki) – Yosef, dziadek Frischa
- Alma Dishy(inne języki) – Einat[5]
- Karolina Bruchnicka – Anna
- Pascal Fischer – Jakub, chłopak na imprezie
- Lech Dyblik[3] – Paweł
- Tomira Kowalik – Agnieszka, żona Pawła
- Krzysztof Kozłowski – Tadeusz
- Grzegorz Musiał – kierowca autobusu
- Maciej Miszczak – Kuba
- Etl Szyc – przewodniczka
- Ida Zając – członkini delegacji
- Natalia Łączyńska – członkini delegacji[6]

## Ekipa
- Reżyseria – Asaf Saban
- Scenariusz – Asaf Saban
- Zdjęcia – Bogumił Godfrejów[5]
- Muzyka – Assaf Talmudi(inne języki) i Maniucha Bikont(inne języki)[3][5]
- Sound design – Avi Mizrahi
- Dźwięk – Alfred Tesler
- Scenografia – Ewa Mroczkowska
- Montaż – Michal Oppenheim
- Kostiumy –  Inbal Shuki, Monika Grzeszczyk
- Charakteryzacja –  Paula Adryańczyk
- Casting – Rutie Blum
- Konsultacja artystyczna – Gal Rosenbluth
- Kierownictwo produkcji – Marcin Kupiecki, Maltese Durch
- Produkcja – Agnieszka Dziedzic, Yoav Roeh, Aurit Zamir, Roshanak Behesht Nedjad
- Koprodukcja – Tomasz Morawski, Matan Gaida, Linda Krimse[5]

## Nagrody i wyróżnienia
- Beijing International Film Festival(inne języki) 2023
  - Nominacja w Oficjalnej Selekcji do Sekcji Forward Future[7]
- Filmkunstfest Mecklenburg-Vorpommern(inne języki) 2023
  - Nominacja w kategorii Najlepszy film dla dzieci (Asaf Saban)[2]
- Giffoni Film Festival 2023
  - Nominacja w kategorii Generator +16[8]
- 73. Międzynarodowy Festiwal Filmowy w Berlinie 2023
  - Kryształowy Niedźwiedź w kategorii Generation 14plus – nominacja[5]
- Jerusalem Film Festival(inne języki) 2023
  - Nagroda Anat Pirchi za najlepszy scenariusz (Asaf Saban)
  - The Ensemble Award (Yoav Bavly, Neomi Harari, Leib Lev Levin, Ezra Dagan i Alma Dishy)[2][9]
- Lucas Międzynarodowy Festiwal Filmów Młodego Widza 2023
  - Nominacja w kategorii „Teens”[10]
- Zlín Film Festival(inne języki) 2023
  - Nagroda za najlepszy film dla młodzieży[11]
- Festiwal Filmów O Tematyce Żydowskiej „Kamera Dawida” 2023
  - Nagroda Specjalna[12]
- Polska Nagroda Filmowa 2023
  - Najlepszy film – nominacja[13]